# Ferrari FXX

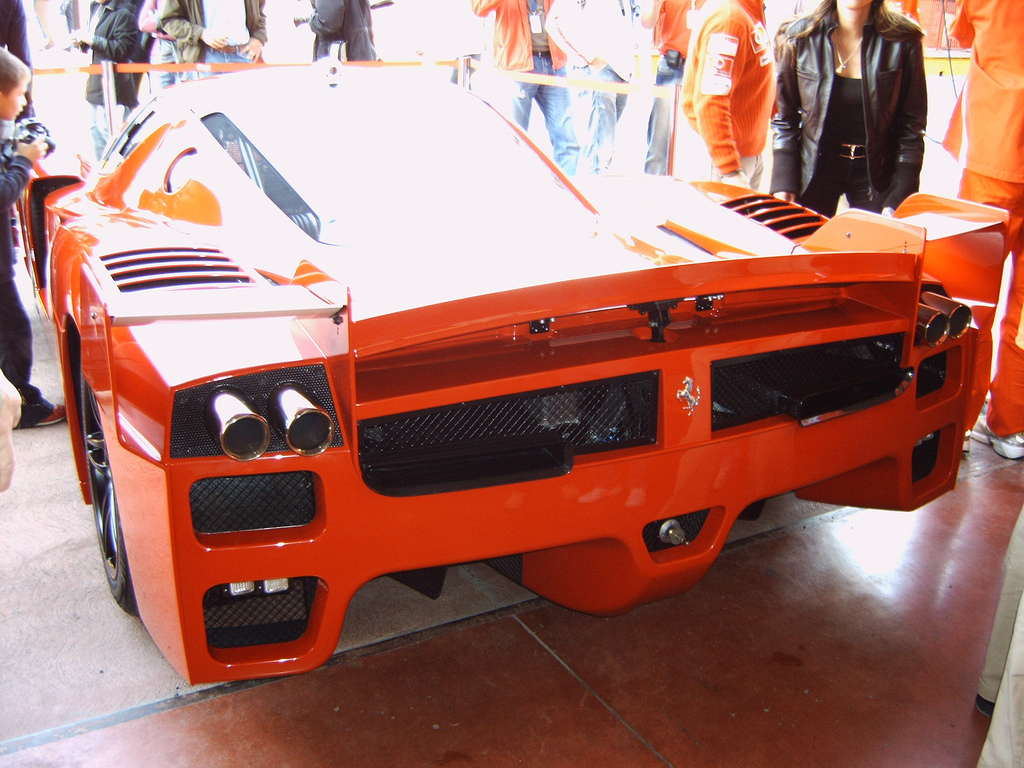
Ferrari FXX – tył

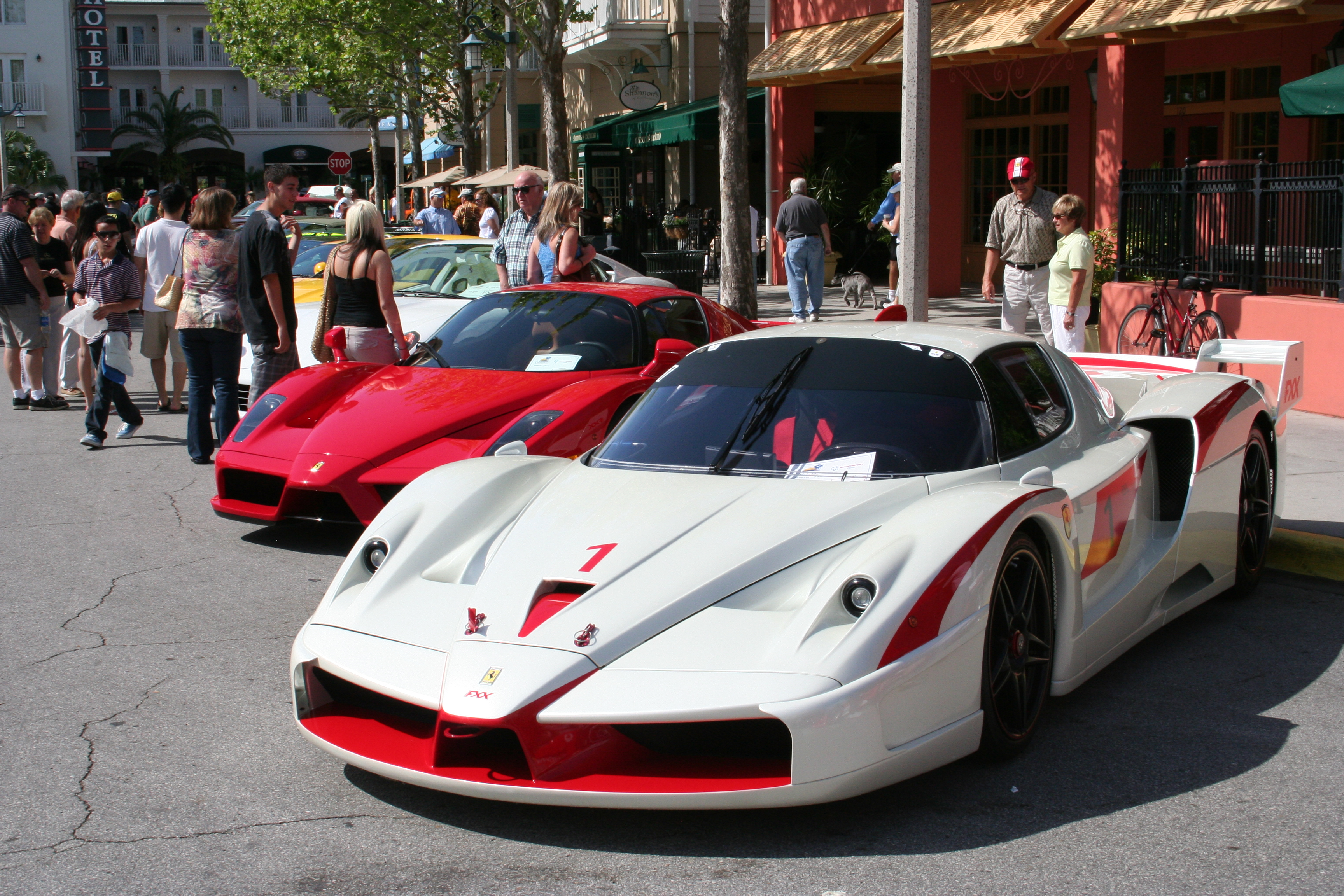
Ferrari FXX i Enzo (na drugim planie)

Ferrari FXX – hipersamochód, ekstremalna wersja Ferrari Enzo, przeznaczona tylko na tory wyścigowe (nie ma homologacji). Testy bolidu rozpoczęto pod koniec roku 2004. Nazwa FXX wzięła się z tego, że początkowo planowano produkcję jedynie dwudziestu aut, jednak wyprodukowano dwadzieścia dziewięć bolidów plus dwa dodatkowe egzemplarze dla Jeana Todta i Michaela Schumachera, które jako jedyne zostało pomalowane całkowicie na czarno. Na początku sprzedaży cena jednego modelu wynosiła 1,5 miliona euro.
28 października 2007 zaprezentowano FXX Evoluzione, wersję auta stworzoną przy współpracy z Michaelem Schumacherem oraz innymi posiadaczami modelu FXX. Celem zmian była korekta i dopracowanie samochodu pod względem technicznym, przez co FXX Evoluzione posiadał zmodernizowany układ napędowy, przeniesienia napędu i zawieszenie, a przez to lepsze osiągi i lepsze prowadzenie. Ofertę modernizacji FXX wysłano wszystkim posiadaczom modelu startującym w specjalnie przygotowanych dla tego auta wyścigach FXX Events.

## Dane techniczne
| Marka i model:                  | Ferrari FXX                                                                             |
| ------------------------------- | --------------------------------------------------------------------------------------- |
| Silnik:                         | V12 48V, umieszczony centralnie                                                         |
| Pojemność:                      | 6262 cm³                                                                                |
| Moc:                            | 588 kW (800KM) @ 8500 obr./min                                                          |
| Max. moment obr:                | 686 Nm @ 5750 obr./min                                                                  |
| 0–100 km/h:                     | 2,5 s                                                                                   |
| 0–160 km/h:                     |                                                                                         |
| 0–200 km/h:                     |                                                                                         |
| Top Gear Lap:                   | 1,10,7 min                                                                              |
| Prędkość maksymalna:            | 345 km/h                                                                                |
| 0–1/4 mili:                     |                                                                                         |
| 100–0 km/h:                     |                                                                                         |
| Średnie spalanie:               |                                                                                         |
| Masa:                           | 1155 kg                                                                                 |
| Średnica cylindra x skok tłoka: | 93 × 70,4 mm                                                                            |
| Stopień sprężania:              | 11,3:1                                                                                  |
| Skrzynia biegów:                | 6-biegowa, sekwencyjna                                                                  |
| Układ napędowy:                 | tylny (RWD)                                                                             |
| Układ hamulcowy:                | Brembo CCM (karbonowo-ceramiczne tarcze, tytanowe zaciski). Przód: 380 mm / Tył: 380 mm |
| Felgi:                          | 19 calowe, magnezowe Speedline                                                          |
| Opony:                          | Bridgestone Potenza RE050A Scuderia Przód: 245 × 35 ZR19 / Tył: 345 × 35 ZR19           |
| Karoseria / Nadwozie:           | materiały kompozytowe, aluminium                                                        |
| Rozstaw osi:                    | 2650 mm                                                                                 |
| Zbiornik paliwa:                | 112 l                                                                                   |